# Resposta mexicana ao furacão Katrina

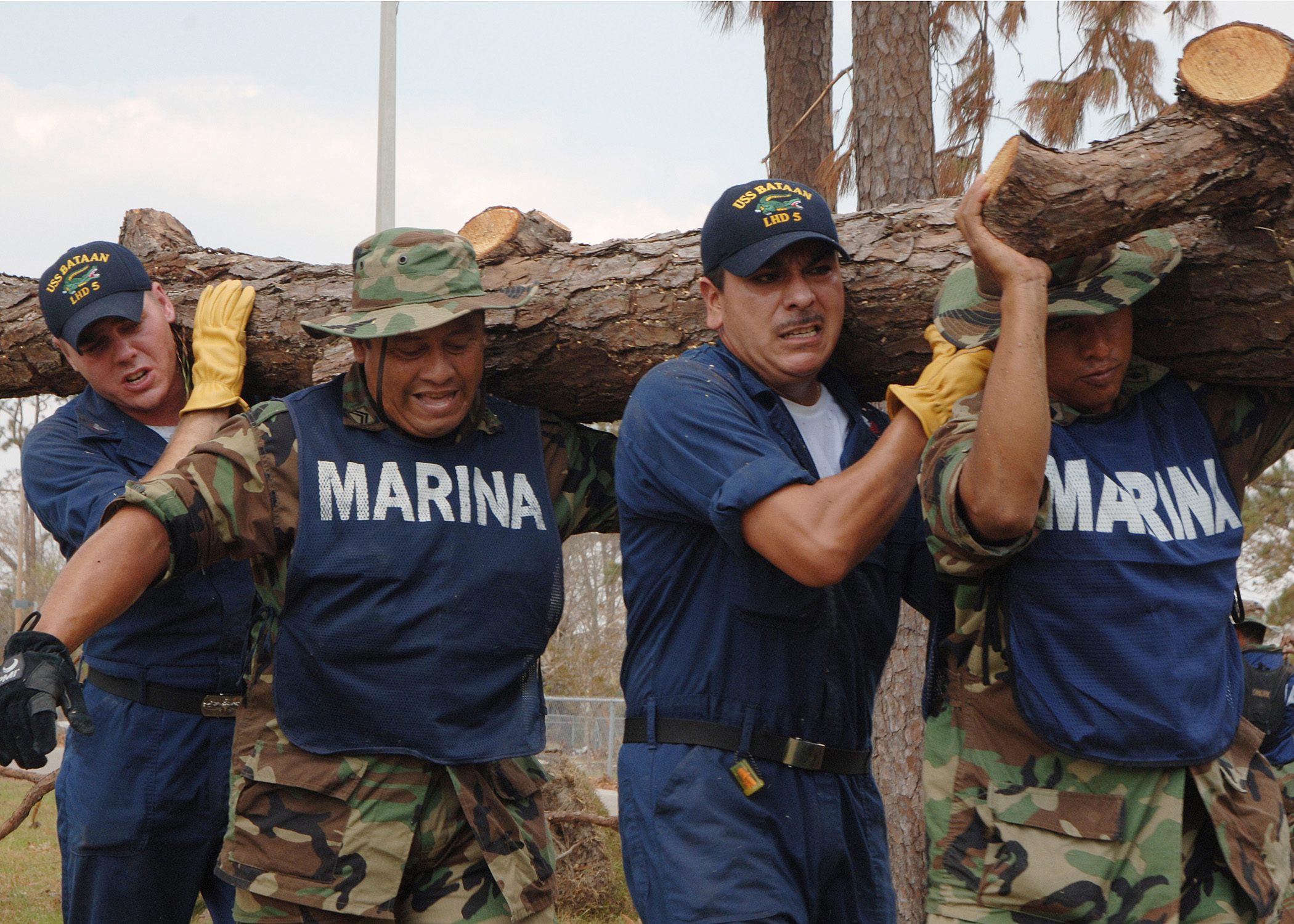
Fuzileiros mexicanos e marinheiros da Marinha dos EUA a limpar os escombros do lado de fora de uma escola primária em Mississippi, que foi atingida pelo furacão em Setembro de 2005.

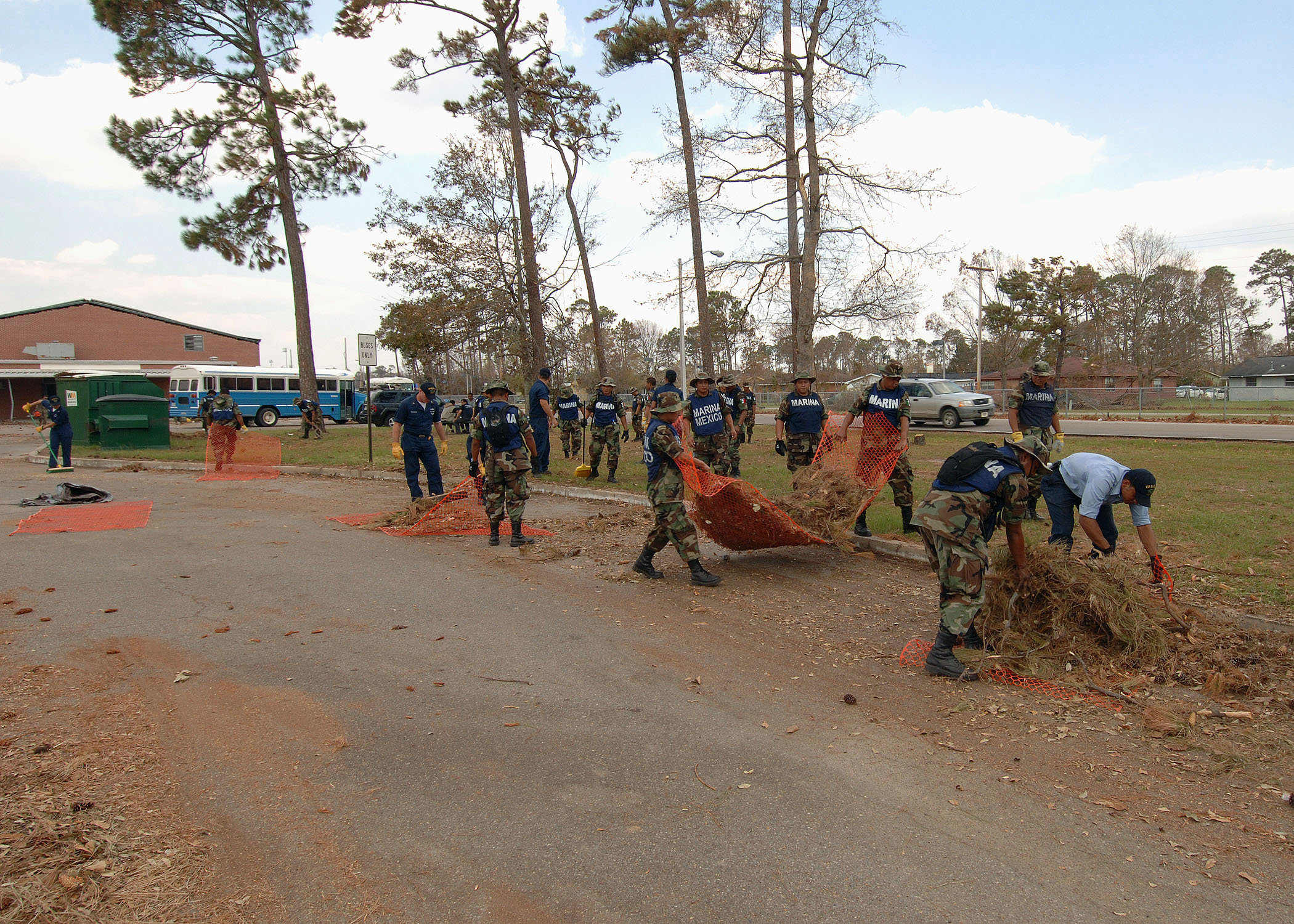
Fuzileiros mexicanos e marinheiros da Marinha dos EUA limpam detritos no lado de fora de uma escola primária emMississippi.

Em Setembro de 2005, as Forças Armadas do México responderam às emergências após o furacão Katrina, contribuindo com tratamentos médicos e assistência, aparecendo pela primeira vez uma força uniformizada de outro país nos Estados Unidos desde da Segunda Guerra Mundial em 1940 e o primeiro destacamento operacional de tropas mexicanas nos EUA em 159 anos.
O contingente mexicano foi destacado para a Base da força aérea em Kelly, San Antonio, Texas, durante o período da missão. Os militares mexicanos realizaram missões de apoio no Condado de Harrison, Mississippi, em conjunto com os marinheiros holandeses, fuzileiros dos EUA e a marinha dos EUA.

## Em 2.º plano

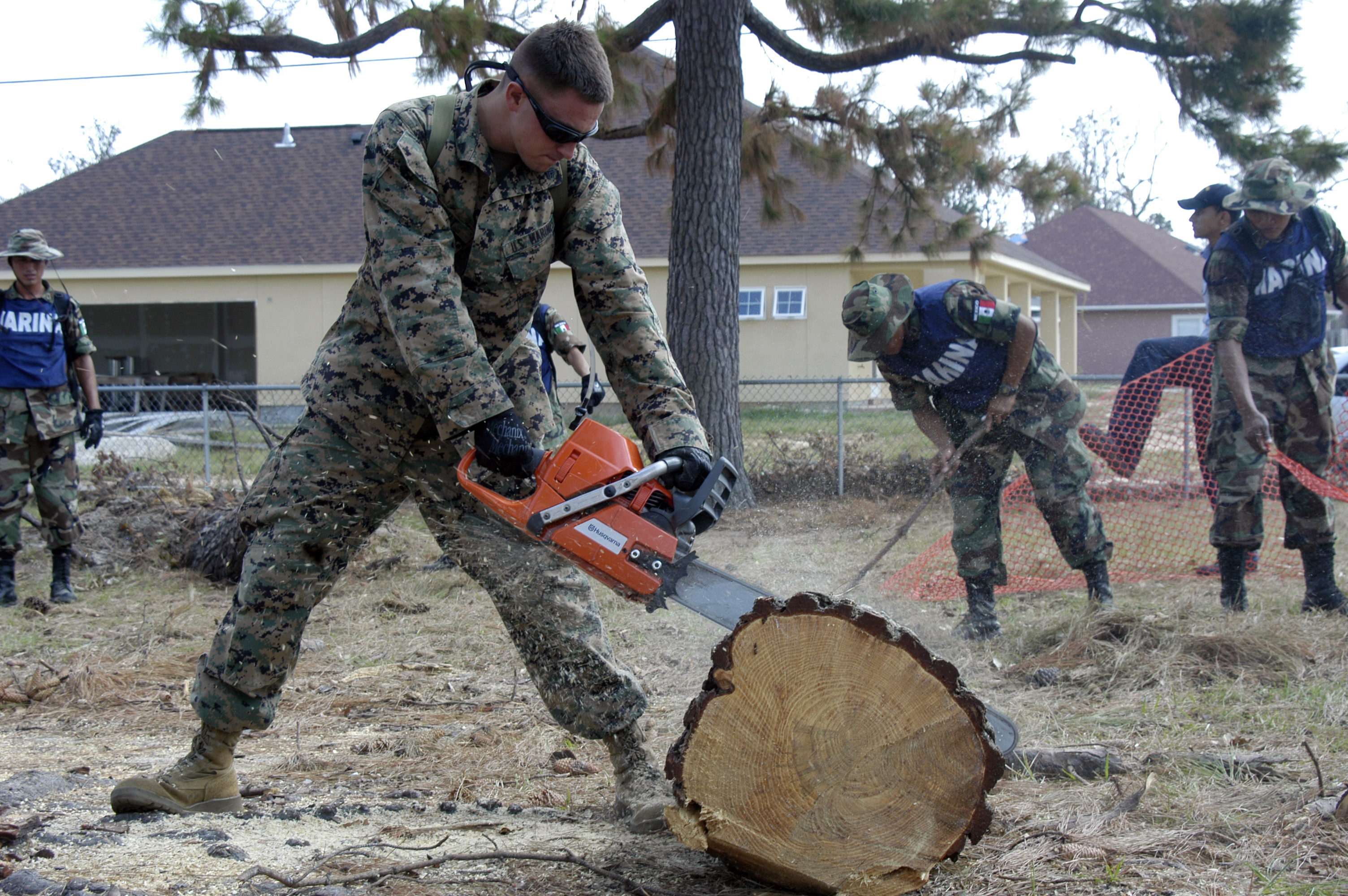
Fuzileiros mexicanos e dos EUA a limpar detritos do furacão no lado de fora de uma escola primária em Mississippi.

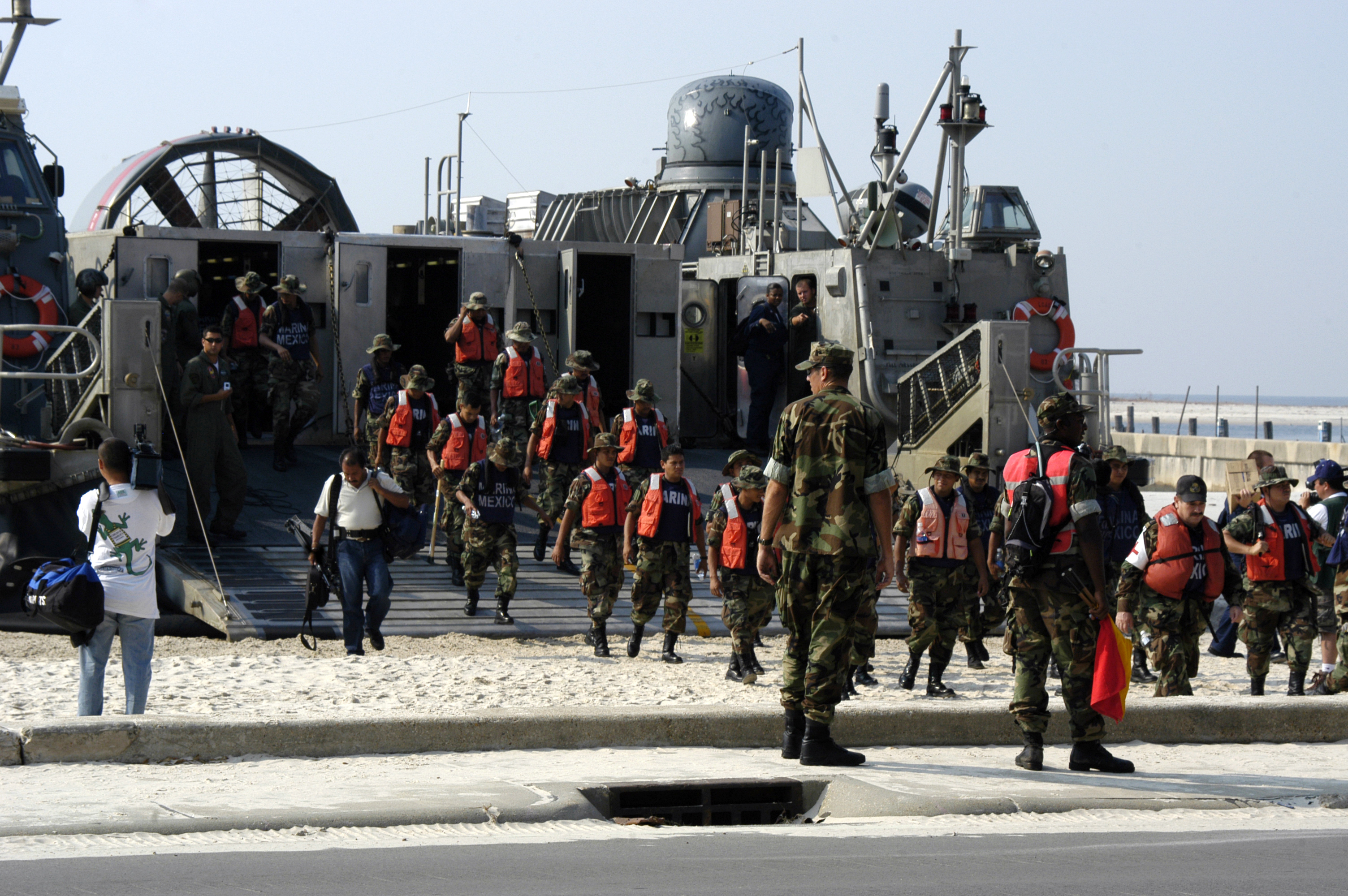
Marinheiros mexicanos destacados para o navio anfíbio mexicano ARM Papaloapan (P-411) desembarcam de um hover crafta da Marinha dos EUA (LCAC) E preparam se para trabalhar em projetos de reabilitação na área de Biloxi, MS.

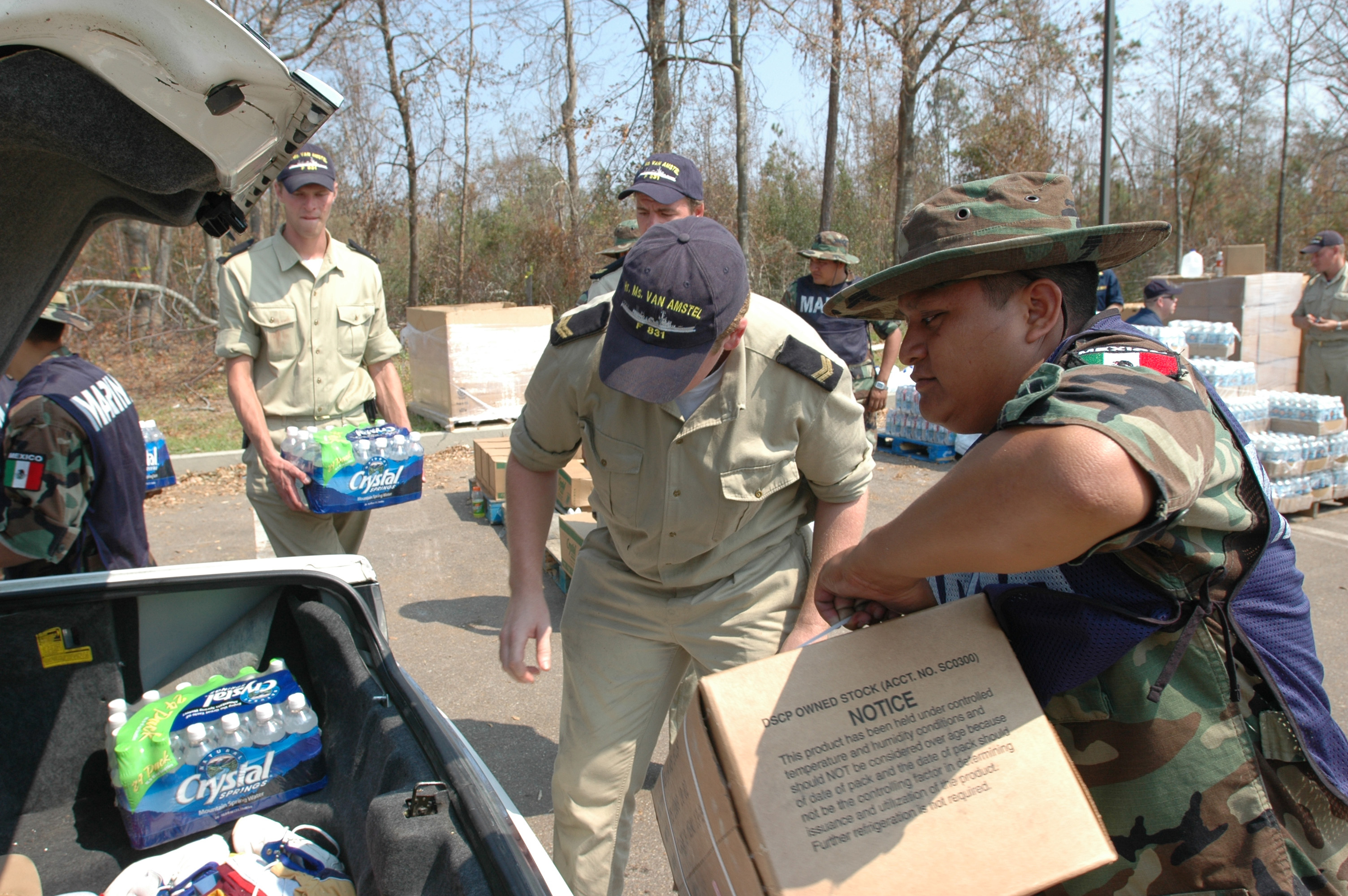
Fuzileiros navais mexicanos e marinheiros holandeses a distribuir alimentos pelas vítimas do furacão de Mississipi em Setembro de 2005.

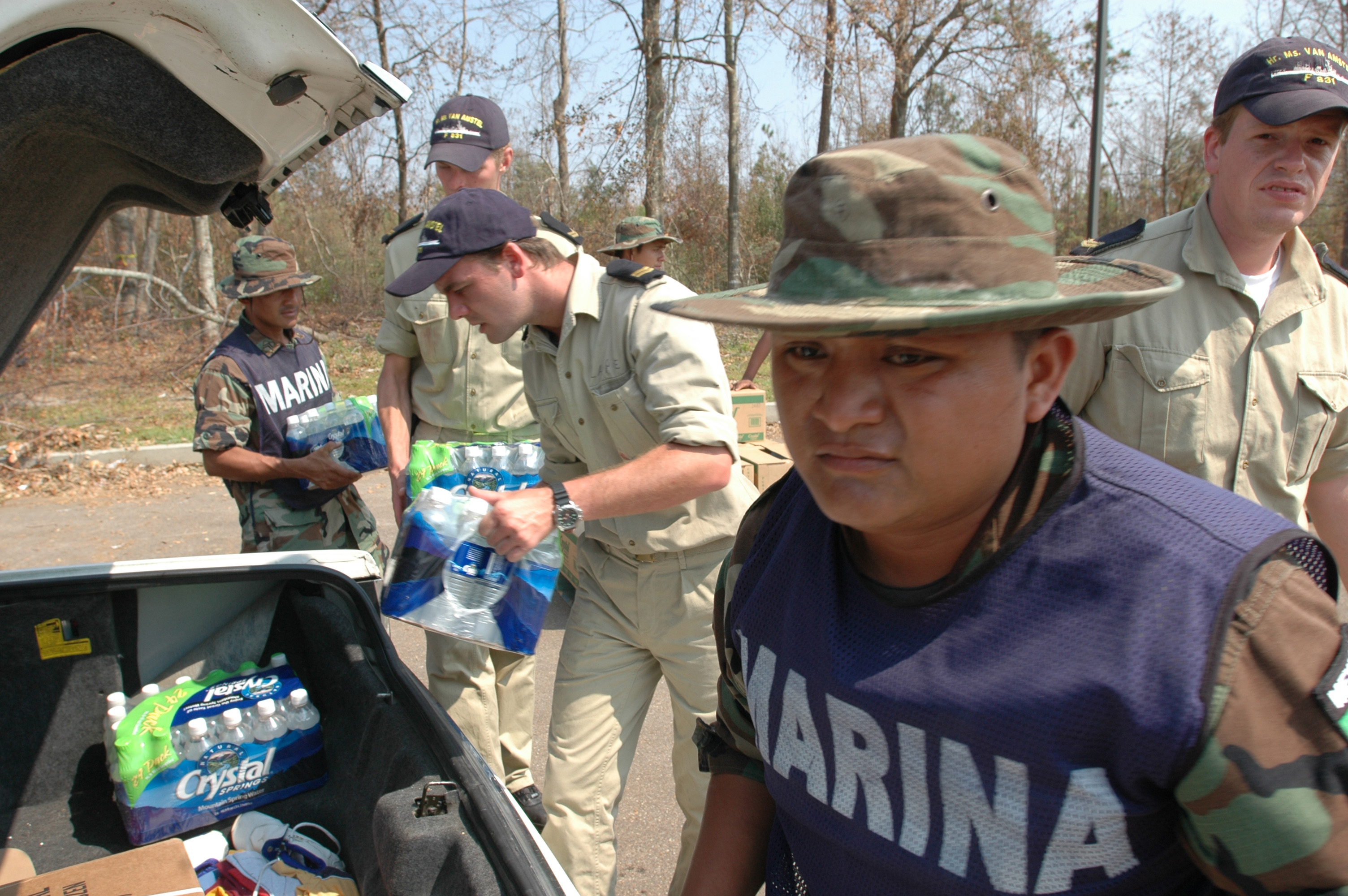
Fuzileiros navais mexicanos e marinheiros holandeses a distribuir alimentos pelas vítimas do furacão de Mississipi em Setembro de 2005.

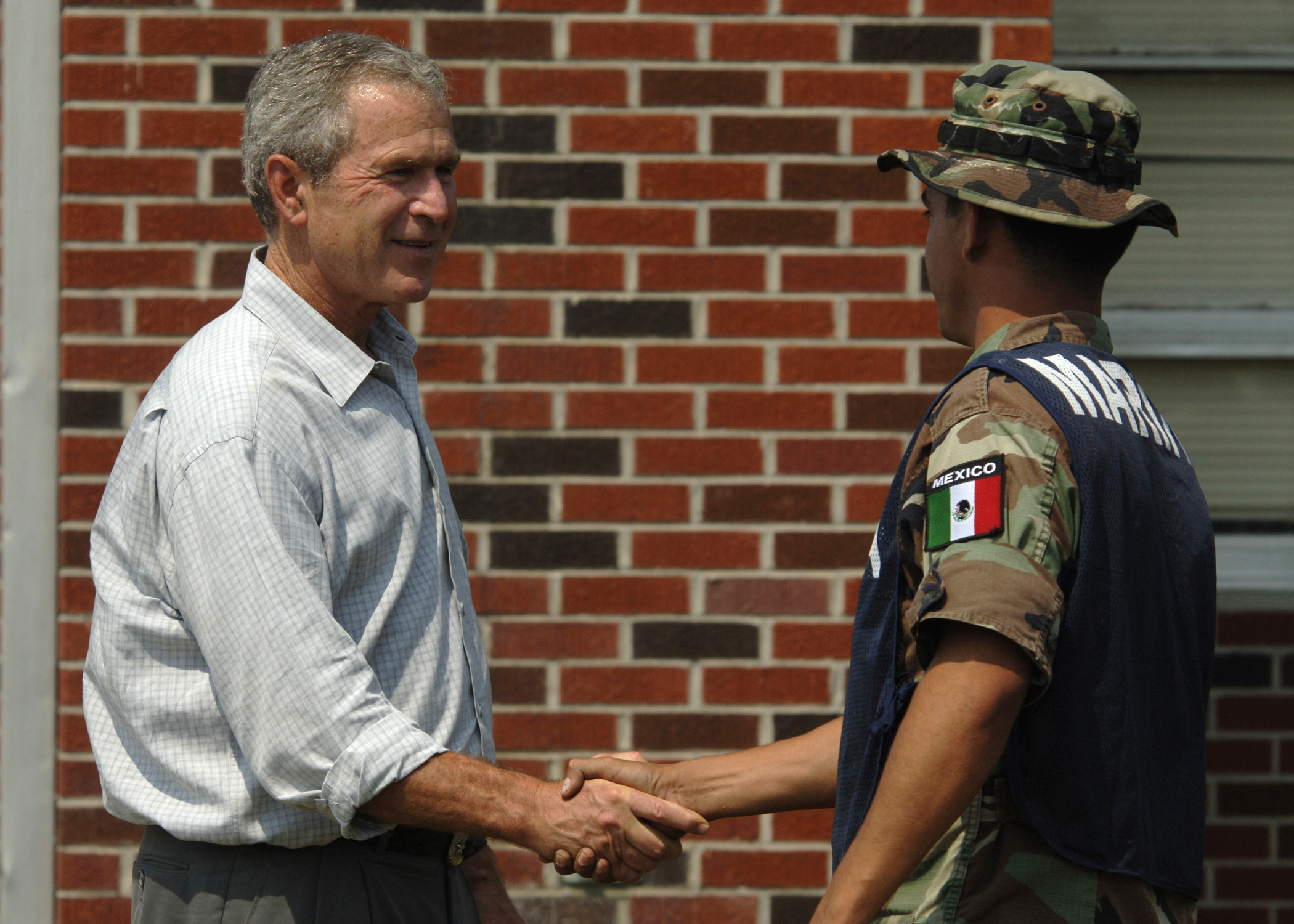
Presidente dos EUA, George W Bush, expressa a sua gratidão a um fuzileiro mexicano pelos seus esforços.

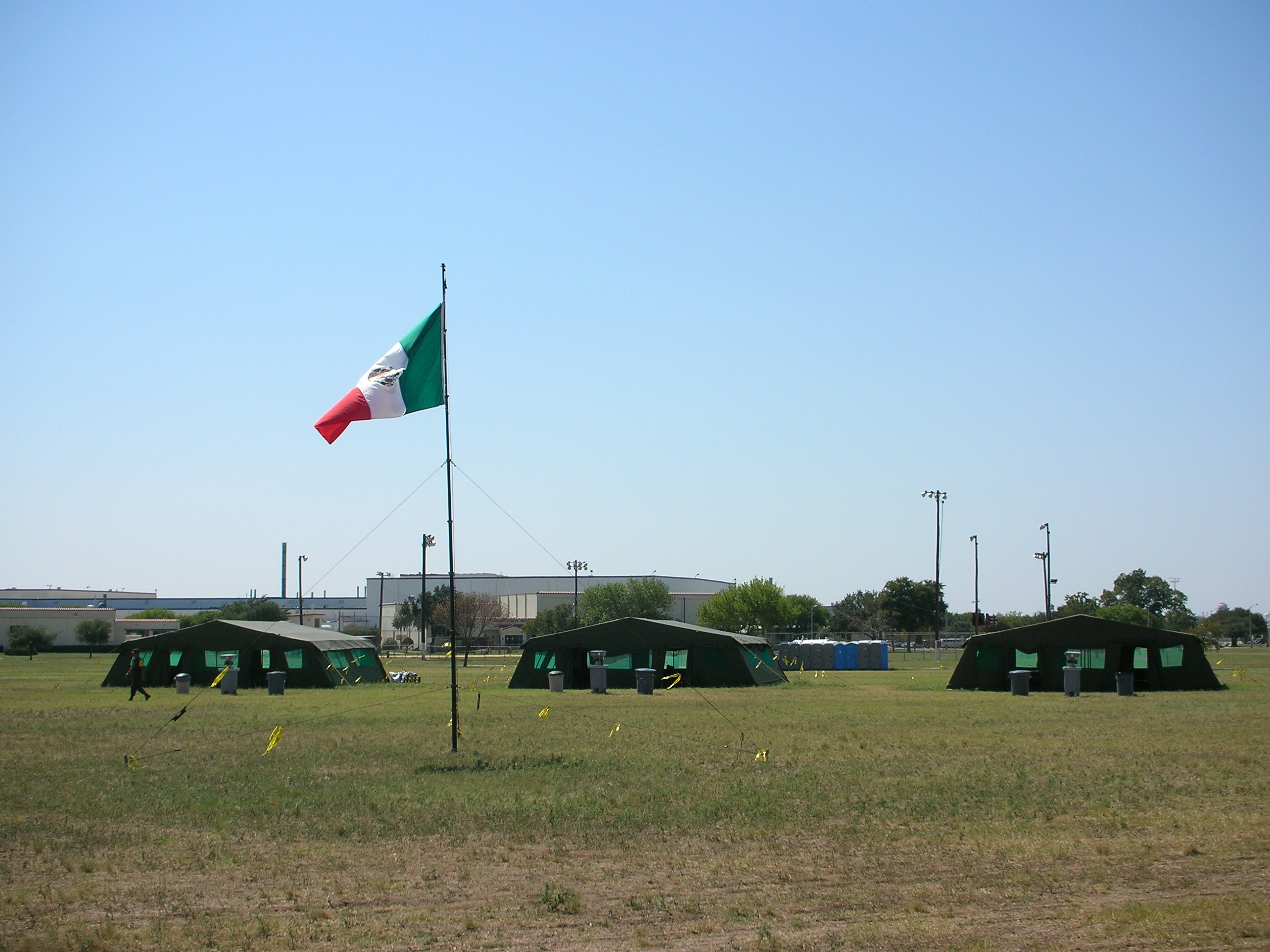
O acampamento do exército mexicano na Kelly AFB durante a sua missão nos EUA

No final de Agosto de 2005, o furacão Katrina atingiu a porção sudeste dos Estados Unidos, causando graves danos e destruição em vários estados dos e matando mais de mil pessoas.

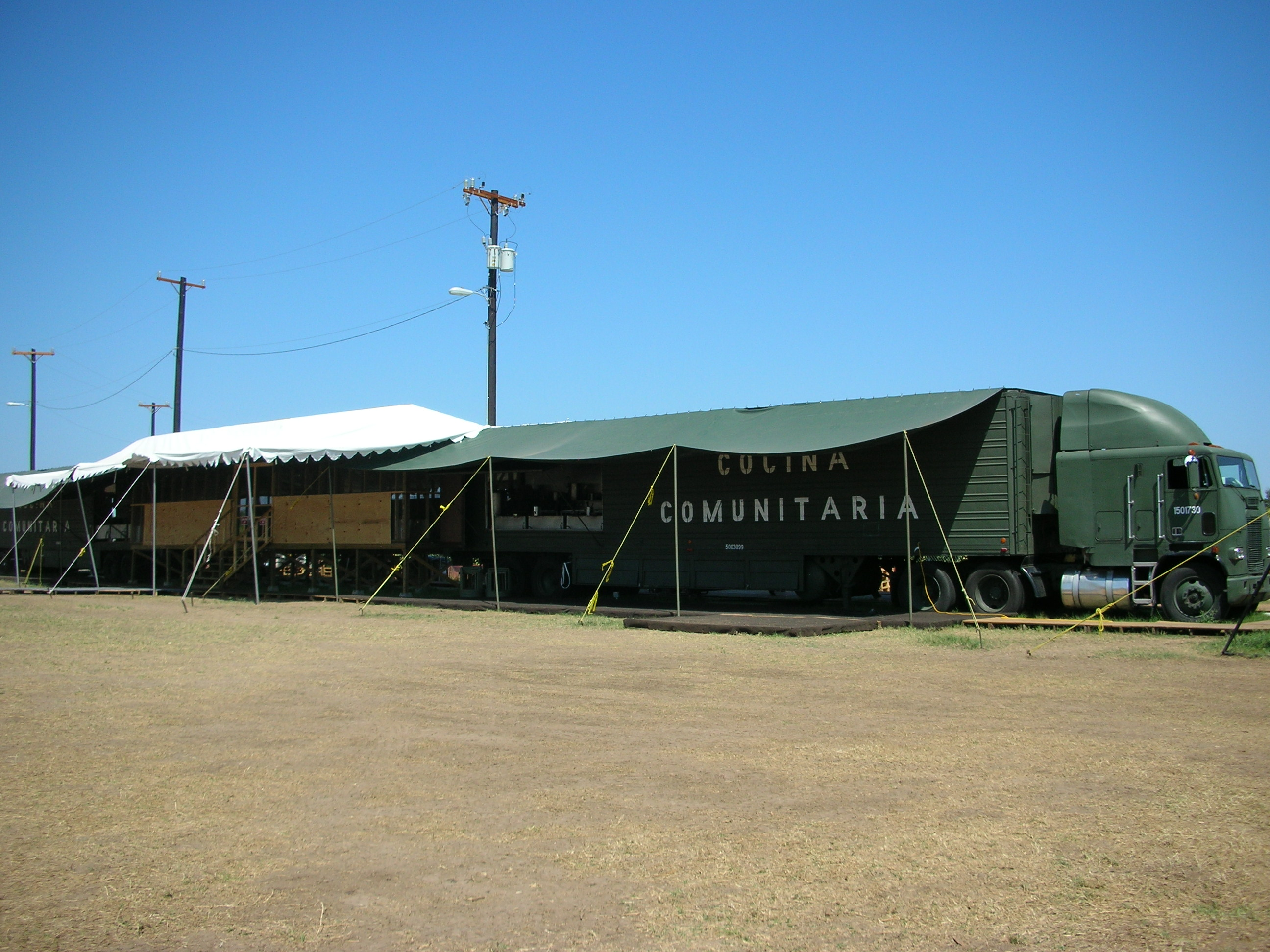
Uma cozinha móvel do exército mexicano que foi enviada para o Texas.

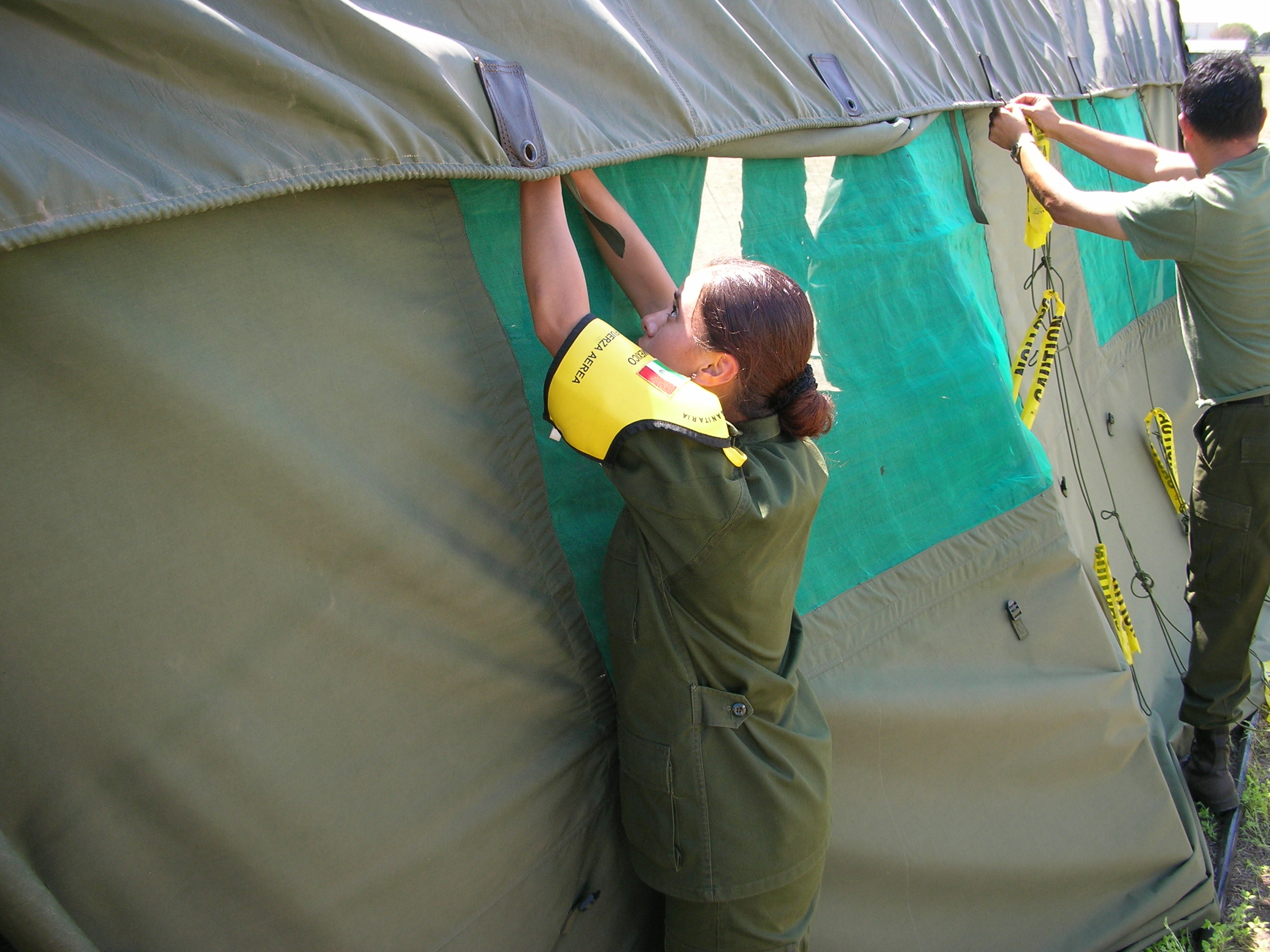
Soldados mexicanos a desmontar as tendas perto do final da missão.

## Respostas à calamidade
Em 30 de Agosto de 2005, o presidente mexicano Vicente Fox enviou as suas condolências ao presidente dos EUA George W. Bush em relação aos efeitos do furacão: "Em nome do povo e do governo mexicano, garanto-lhe as minhas mais profundas e sinceras condolências pelos efeitos devastadores causados pelo furacão Katrina ". Ele também mencionou as suas instruções ao Secretário de Relações Exteriores, de que os Estados Unidos receberiam qualquer ajuda necessária.
A Cruz Vermelha mexicana enviou quatro especialistas para a missão de resgate no estado de Jalisco para ajudar nos esforços em Nova Orleans. O governo do Distrito Federal do México também comprometeu-se a ajudar nos esforços de socorro.
No dia 4 de Setembro, a Marinha do México ofereceu navios, veículos e helicópteros para ajudar nas missões de resgate. A oferta foi aceita e o navio mexicano Papaloapan partiu de Tampico com dois helicópteros Mi-17, oito veículos todo-o-terreno, sete veículos anfíbios, dois cargueiros, equipamentos de radiocomunicação, uma equipa médica e 250 toneladas de comida.
No dia 5 de Setembro, a Secretaria de Desenvolvimento Social prometeu 200 toneladas de alimentos, a serem entregues em cinco aviões pela Força Aérea do México.
A Secretaria de Defesa Nacional, no dia 6 de Setembro, enviou soldados mexicanos com experiência em missões de resgate para a área afetada pelo Katrina. Também foram enviados no mesmo dia 35, veículos e 162,7 toneladas de alimentos, transportados por camiões que viajavam pelo estado americano do Texas .
Os membros do congresso do Distrito Federal prometeram um dia de salário a cada um no dia 7 de Setembro, este iria ser enviado às pessoas afetadas pelo Katrina. A Comissão Nacional das Águas enviou garrafas de água e alimentos enlatados, mediante a solicitação. O navio Papaloapan chegou no mesmo dia, com 389 soldados e outro pessoal da Marinha do México. As unidades do exército mexicanochegavam a um total de 184 pessoas, que chegaram por terra com 35 veículos militares.
No dia 8 de Setembro, o exército mexicano foi recebido com honras na Base da força aérea em Kelly pelo presidente de San Antonio, Texas. Os canais de notícias locais referiram que o Exército Mexicano operou em solo americano após 159 anos, sendo a última vez na Guerra Mexicano-Americana no século XIX.
No dia 9 de Setembro, os fuzileiros mexicanos, os marinheiros da Marinha dos EUA e fuzileiros dos EUA ajudaram a limpar os detritos do furacão na escola primária em D'Iberville, Mississippi .
No dia 12 de Setembro, os fuzileiros mexicanos e marinheiros holandeses distribuíram suplementos e  ajuda aos residentes de D'Iberville, Mississippi.
No dia 25 de Setembro, o contingente de 184 pessoas do exército mexicano concluiu a sua missão de 20 dias  que era prestar socorro às vítimas do furacão e aos trabalhadores humanitários do Katrina e Rita. A cozinha de campo do Exército Mexicano, um trator que foi transformado numa cozinha, serviu 170.000 refeições durante a sua implementação na antiga Base Aérea de Kelly. Estes também ajudaram na distribuição e gerenciamento de mais de 184.000 toneladas de suplementos.
No dia 26 de Setembro de 2005, numa pequena cerimónia realizada pelo consulado mexicano, as tropas mexicanas encerraram cerimonialmente a sua missão. Desmontaram o acampamento, embalaram o equipamento, dobraram a bandeira e voltaram para o México.

## Leia também
- Relações México-Estados Unidos
- Militares do México
- Resposta do México ao terremoto e tsunami de dezembro de 2004 no Oceano Índico
- Resposta do México ao terremoto de Sichuan em maio de 2008
- Resposta do México ao tufão Haiyan